# Persaudaraan Setia Hati
De Setia Hati (SH) is een van de tien historische Pencak Silat-stijlen en is een vrij jonge stijl, ontwikkeld in het begin van de 20e eeuw, door Ki Ngabehi Soerodiwirjo. Soerodiwirjo was een bedreven vechter en een meester in de geestelijke leer. Reeds op vroege leeftijd (17 jaar) ontwikkelde hij de grondbeginselen van de stijl die later de 'Setia Hati' zou worden. 
Donn F. Draeger omschrijft de Setia Hati als volgt:
"Het systeem is gebaseerd op beentechnieken en vindt zijn oorsprong in Midden Java. De gevechtshoudingen zijn ontworpen om de vijand te doen rekenen op een hand- of armtechniek, zodat hij zich niet bewust is van het gevaar van een krachtige trap"

## Korte geschiedenis van de Setia Hati
Ki Ngabehi Soerodiwirjo was een jongeman van adel en kwam uit het gebied Gresik, Oost-Java. Zijn kennis van de zelfverdediging leerde hij in verschillende streken op Java en Sumatra. In 1903, woonde Ki Ngabehi Surodiwirjo in Tambak Gringsing Soerabaja. Hier vormde hij een Persaudaraan (broederschap) waarvan de leden "Sedulur Tunggal Kecer" (Verwanten van een Kecer) werden genoemd. Hun Pencak Silat heette "Joyo Gendilo" en werd later bekend onder de naam Setia Hati.
Het bijzondere van de pencak silat Setia Hati is dat de "jurus" (acties) alleen beperkt zijn tot 36 jurus, maar een samenvatting vormen van honderden jurus die de oprichter had vergaard gedurende zijn omzwervingen.
De 36 jurus zijn als volgt.
| 1. Betawen I 2. Betawen II 3. Cimande I 4. Cimande II 5. Cikalong 6. Ciampea I 7. Ciampea II 8. Tanah Baru I 9. Tanah Baru II 10. Permainan Tionghoa Monyetan 11. Cimande III 12. Cimande IV | 13. Cimande V 14. Cibaduyut (met toya) 15. Padang Panjang I 16. Padang Panjang II 17. Cipetir 18. Padang Suranti 19. Sumedangan I 20. Sumedangan II 21. Lintau 22. Cimande VI 23. Alang Lawas I 24. Alang Lawas II | 25. Minangkabau I-Kucingan 26. Solok Minangkabau II 27. Cipecut 28. Cimande VII 29. Sterlak 30. Padang Alai I 31. Padang Alai II 32. Fort de Kock (Bukittinggi) 33. Padang Alai III 34. Padang Alai IV 35. Kuda Batak 36. Minangkabau III |
In de verdieping van zijn school, roemt Surodiwiryo steeds twee personen die hij erkent als zijn werkelijke gurus. Zij zijn Ide Nyoman Gempol die later gekend werd onder de naam "Rojo Kenongo Monggo Tengah" en Datuak Rajo Batuo. Beiden ontmoette hij in West-Sumatra. 
De omzwervingen van Ki Ngabehi strekten zich uit tot heel West-Java, West Sumatra, Noord Sumatra en Atjeh. Altijd completeerde hij dit met het leren van silat. Na zijn verhuizing naar Madiun in 1915, werd het bekend dat SH van Madiun komt. Tot nu toe wordt het dorp Winongo, Madiun nog steeds beschouwd als de oorsprong van Setia Hati.

## Setia Hati en Mystiek
Behalve het  onderwijzen van pencak silat zelfverdediging, onderwijst Setia Hati ook mystiek aan de leden. In dit opzicht laat Eyang Suro geen keuze. Dit betekent dat iedereen slechts twee keuzen heeft, aan te nemen of te verwerpen de overtuiging van deze mystiek. Men zegt dat hij helemaal geen vraag en antwoord wilde in dit geval, maar er was ook geen dwang voor hen die dit niet wilden.
Deze leer omtrent mystiek is enigszins weerspiegeld in het antwoord van Ki Ngabehi:
"Mensen vergeten vaak dat ons doel in deze wereld nu - volgens onze eigen overtuiging - niet gericht moet worden om voorspoed te verzekeren alleen in deze wereld, maar ook om voorspoedig en vredig te leven in de volgende wereld, het hiernamaals."

## Setia Hati in Nederland
Binnen Nederland zijn er verschillende Setia Hati stromingen die zijn ontstaan door leraren die de stijl naar Nederland hebben gebracht, maar er zijn ook stromingen die nauw contact hebben met een moederschool in Indonesië.
Een aantal stromingen van Setia Hati aanwezig in Nederland zijn:
- Setia Hati van leraar Phefferkorn
- Setia Hati van leraar Vermaesen
- Setia Hati van leraar Turpijn
- Setia Hati Organisasi
- Persaudaraan Setia Hati Pilangbango
- Persaudaraan Setia Hati Terate
- Persaudaraan Rumpun Setia Hati